# 낙동강대교
낙동강대교(洛東江大橋)는 경상북도 상주시 낙동면과 의성군 단밀면을 잇는 영천상주고속도로 상의 다리로, 낙동강을 횡단한다. 2017년 3월 27일에 명칭을 확정했다.

## 역사
- 2017년 3월 27일 : 낙동강대교로 명칭 확정[1]
- 2017년 6월 28일 : 영천상주고속도로 개통과 함께 교량 개통